# Nicolas-Joseph Carpentier
Pour les articles homonymes, voir Carpentier.
L'abbé Nicolas-Joseph Carpentier (1620-1671) était directeur de l'école moyenne de Saint-Barthélémy à Liège et inspecteur cantonal des écoles primaires de Liège. Il est l'auteur du Dictionnaire du bon langage contenant les difficultés de la langue française, les règles et les fautes de prononciation, les locutions vicieuses, les wallonismes, les flandricismes, etc. (réédité à Liège par L. Grandmont-Donders en 1860).